# Josip Glasnović
Josip Glasnović (ur. 7 maja 1983 r. w Zagrzebiu) – chorwacki strzelec sportowy, złoty medalista olimpijski z Rio de Janeiro.
Specjalizuje się w trapie. Na igrzyskach zadebiutował w 2008 roku w Pekinie. Wówczas zajął piąte miejsce. Osiem lat później w Rio de Janeiro został mistrzem olimpijskim, pokonując w finale Włocha Giovannię Pellielo.
Olimpijczykiem był również jego brat Anton. Jest synem Franja i Marii, żonaty z Aną Došen.

## Igrzyska olimpijskie
| Igrzyska | Miejscowość    | Konkurencja | Kwalifikacje | Kwalifikacje | Półfinał | Półfinał | Finał | Finał   |
| Igrzyska | Miejscowość    | Konkurencja | Wynik        | Pozycja      | Wynik    | Pozycja  | Wynik | Pozycja |
| -------- | -------------- | ----------- | ------------ | ------------ | -------- | -------- | ----- | ------- |
| IO 2008  | Pekin          | Trap        | 119          | 6. Q         | —        | —        | 140   | 5.      |
| IO 2016  | Rio de Janeiro | Trap        | 120          | 3. Q         | 15       | 1. Q     | 13    | złoto   |